# Treznea (gmina)
Treznea – gmina w Rumunii, w okręgu Sălaj. Obejmuje miejscowości Bozna i Treznea. W 2011 roku liczyła 947 mieszkańców.